# قایق بندر را ترک می‌کند
قایق بندر را ترک می‌کند (به فرانسوی: Barque sortant du port) عنوان فیلمی است فرانسوی با ژانر مستند، صامت، سیاه و سفید و کوتاه به کارگردانی لوئیس لومیر. این فیلم محصول سال ۱۸۹۵ میلادی است.